# Lekkoatletyka na Letnich Igrzyskach Olimpijskich 1908 – bieg na 3 mile drużynowo mężczyzn
Bieg na 3 mile drużynowo był jedną z konkurencji lekkoatletycznych na Letnich Igrzyskach Olimpijskich 1908 w Londynie odbyła się w dniach 14-15 lipca 1908. Uczestniczyło 28 zawodników z 6 krajów.
Każda ekipa mogła wystawić tylko pięciu zawodników. Do łącznej klasyfikacji drużyny liczyły się tylko noty trzech najszybszych zawodników. Najlepszym możliwym wynikiem było 1+2+3=6.

## Wyniki

### Runda pierwsza
W rundzie pierwszej odbyły się dwa biegi. W każdym rywalizowały ze sobą 3 ekipy. Dwie najlepsze drużyny awansowały do finału.

#### Bieg 1
Czterech brytyjskich zawodników razem przekroczyło linię mety. W oficjalnym raporcie wszystkim przyznano pierwsze miejsce jednak punkty policzono tak, jakby ukończyli jeden za drugim. Z ekipy włoskiej i holenderskiej ukończyło tylko po dwóch zawodników. W związku z brakiem punktów do finału awansowała tylko ekipa Wielkiej Brytanii.
| Pozycja | Zawodnik           | Państwo         | Czas    | Punkty |
| ------- | ------------------ | --------------- | ------- | ------ |
| 1.      | William Coales     | Wielka Brytania | 15:05,6 | 1      |
| 1.      | Joseph Deakin      | Wielka Brytania | 15:05,6 | 2      |
| 1.      | Archie Robertson   | Wielka Brytania | 15:05,6 | 3      |
| 1.      | Harold Wilson      | Wielka Brytania | 15:05,6 | X      |
| 5.      | Pericle Pagliani   | Włochy          | 15:22,6 | 5      |
| 6.      | Massimo Cartasegna | Włochy          | 16:26,0 | 6      |
| 7.      | Arie Vosbergen     | Holandia        | 17:15,8 | 7      |
| 8.      | Willem Wakker      | Holandia        | 17:46,4 | 8      |
| –       | Wim Braams         | Holandia        | DNF     | X      |
| –       | Dorando Pietri     | Włochy          | DNF     | X      |
| –       | Emilio Giovanoli   | Włochy          | DNF     | X      |
| –       | Norman Hallows     | Wielka Brytania | DNF     | X      |
| –       | Emilio Lunghi      | Włochy          | DNF     | X      |

| Pozycja | Państwo         | Punkty  | Punkty |
| ------- | --------------- | ------- | ------ |
| 1.      | Wielka Brytania | 1+2+3   | 6      |
| –       | Włochy          | 5+6+DNF | DNF    |
| –       | Holandia        | 7+8+DNF | DNF    |

#### Bieg 2
| Pozycja | Zawodnik                 | Państwo           | Czas    | Punkty |
| ------- | ------------------------ | ----------------- | ------- | ------ |
| 1.      | Jean Bouin               | Francja           | 14:53,0 | 1      |
| 2.      | John Eisele              | Stany Zjednoczone | 14:55,0 | 2      |
| 3.      | Herbert Trube            | Stany Zjednoczone | 14:55,0 | 3      |
| 4.      | Louis Bonniot de Fleurac | Francja           | 14:56,0 | 4      |
| 5.      | George Bonhag            | Stany Zjednoczone | 14:56,4 | 5      |
| 6.      | John Svanberg            | Szwecja           | 14:57,0 | 6      |
| 7.      | Georg Peterson           | Szwecja           | 15:14,4 | 7      |
| 8.      | Edward Dahl              | Szwecja           | 15:21,0 | 8      |
| 9.      | Axel Wiegandt            | Szwecja           | 15:33,0 | X      |
| 10.     | Joseph Dréher            | Francja           | 15:37,2 | 10     |
| 11.     | Gayle Dull               | Stany Zjednoczone | 15:37,4 | X      |
| 12.     | Seth Landqvist           | Szwecja           | 15:46,4 | X      |
| 13.     | Alexandre Fayollat       | Francja           | 15:52,2 | X      |
| 14.     | Paul Lizandier           | Francja           | 15:56,6 | X      |
| –       | Harvey Conn              | Stany Zjednoczone | DNS     | X      |

| Pozycja | Państwo           | Punkty | Punkty |
| ------- | ----------------- | ------ | ------ |
| 1.      | Stany Zjednoczone | 2+3+5  | 10     |
| 2.      | Francja           | 1+4+10 | 15     |
| 3.      | Szwecja           | 6+7+8  | 21     |

### Finał
| Pozycja | Zawodnik                 | Państwo           | Czas    | Punkty |
| ------- | ------------------------ | ----------------- | ------- | ------ |
| 1.      | Joseph Deakin            | Wielka Brytania   | 14:39,6 | 1      |
| 2.      | Archie Robertson         | Wielka Brytania   | 14:41,0 | 2      |
| 3.      | William Coales           | Wielka Brytania   | 14:41,6 | 3      |
| 4.      | John Eisele              | Stany Zjednoczone | 14:41,8 | 4      |
| 5.      | Harold Wilson            | Wielka Brytania   | 14:57,0 | X      |
| 6.      | George Bonhag            | Stany Zjednoczone | 15:05,0 | 6      |
| 7.      | Norman Hallows           | Wielka Brytania   | 15:08,0 | X      |
| 8.      | Louis Bonniot de Fleurac | Francja           | 15:08,4 | 8      |
| 9.      | Herbert Trube            | Stany Zjednoczone | 15:11,0 | 9      |
| 10.     | Gayle Dull               | Stany Zjednoczone | 15:27,0 | X      |
| 11.     | Joseph Dréher            | Francja           | 15:40,0 | 11     |
| 12.     | Harvey Conn              | Stany Zjednoczone | 15:40,2 | X      |
| 13.     | Paul Lizandier           | Francja           | 16:03,0 | 13     |
| DNS     | Jean Bouin               | Francja           |         | X      |
| DNS     | Alexandre Fayollat       | Francja           |         | X      |

| Pozycja | Państwo           | Punkty  | Punkty |
| ------- | ----------------- | ------- | ------ |
| 1.      | Wielka Brytania   | 1+2+3   | 6      |
| 2.      | Stany Zjednoczone | 4+6+9   | 19     |
| 3.      | Francja           | 8+11+13 | 32     |